# Maqam Ibrahim

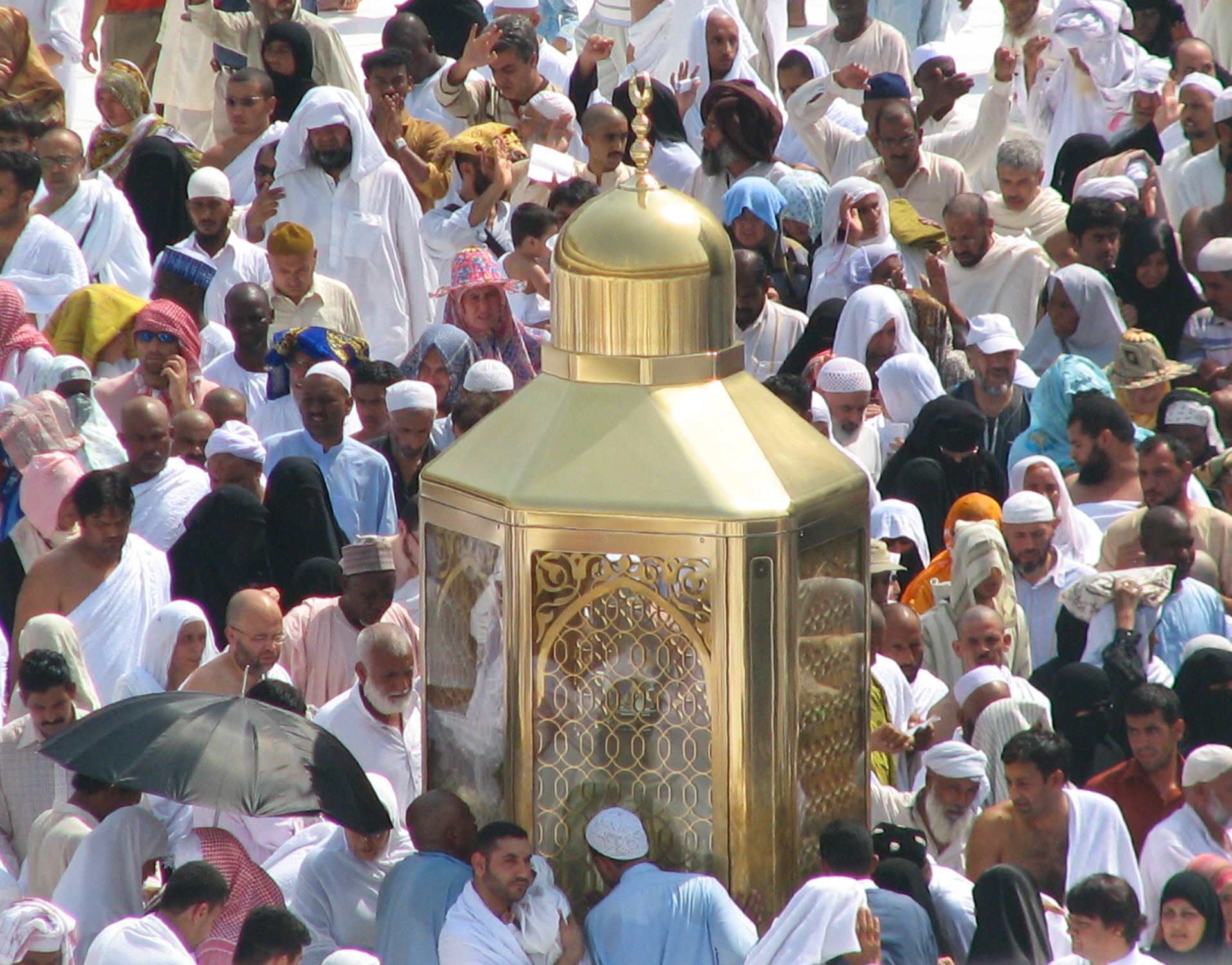
Il Maqām Ibrāhīm, protetto da una struttura metallica, durante il Hajj del 2008.

Il Maqām Ibrāhīm (in arabo ﻣﻘﺎﻡ إﺑﺮﺍﻫﻴﻢ‎?, "stazione di Abramo") è una formazione rocciosa sita nella spianata del al-Masjid al-Ḥarām di La Mecca.
In base a un passaggio coranico viene indicato come luogo adatto alla preghiera:
... "e fate del maqām Ibrāhīm un luogo per la ṣalāt"»
(II:125)

## Nella tradizione
Secondo la tradizione il Maqām era una piccola eminenza del terreno accanto alla originaria Kaʿba, che sarebbe servita a Ibrāhīm per restaurare con il figlio Ismāʿīl le parti più alte della Kaʿba, andata distrutta ai tempi del profeta Nūḥ a causa del diluvio universale.
Si ritiene che una concavità presente al sommo della roccia sia stata lasciata dal piede di Ibrāhīm. La distanza dalla Kaʿba rispetto al Maqām contraddirebbe tale tradizione se varie tradizioni non sostenessero che esso sarebbe stato spostato dalla posizione originaria.
Secondo una pia tradizione il piede di Maometto si sarebbe adattato alla perfezione alla pretesa orma.
È convinzione dei musulmani che nella spianata dell'al-Ḥarām al-Sharīf riposino i corpi di numerosissimi profeti e inviati di Allah. Nei pressi del Maqām sarebbero stati inumati novantanove di essi, tra cui Ismāʿīl, Nūḥ, Hūd e Salih.

## Modificazioni saudite
Il corposo restauro e le profonde trasformazioni dell'al-Ḥarām al-Sharīf, intraprese negli anni cinquanta dal regime saudita, hanno comportato lo spostamento del Maqām dalla parte opposta della Kaʿba, dove era rimasto per quasi quattordici secoli, per lasciare maggiore spazio ai pellegrini.